# Periclimenes lucasi
Periclimenes lucasi är en kräftdjursart som beskrevs av Fenner A. Chace 1937. Periclimenes lucasi ingår i släktet Periclimenes och familjen Palaemonidae. Inga underarter finns listade i Catalogue of Life.